# Керо

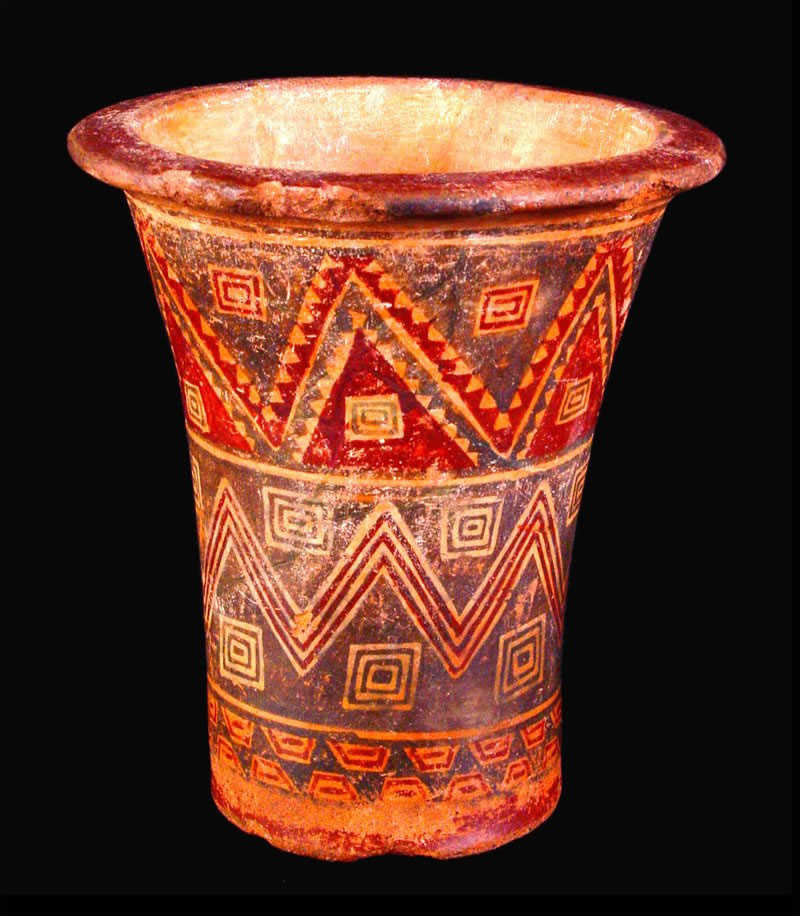
Керо

Керо (Qiru) — класична андійська посудина, виробництво якого набуло найбільшого розмаху в часи держави інків Тауантінсую. Вироблялася з дерева, срібла або золота, інколи кераміки. Часто використовувалася у різних церемоніях.

## Історія
Перші керо з'явилися у період між 100 та 600 роками в культурі Пукара. Досконалості набула в часи цивілізації Тіуанако, а потім державах Колья й Уарі. Також існувала в культурах Наска, Моче, Чиму. Перші керо з'явилися в Куско ймовірно в часи володарювання Майти Капака. Після підкорення їх Інкою Пачакутеком технологію виготовлення керо перейняли інки. Останні значно вдосконалили керо. З розширення імперії інків виготовлення та застогсування керо розповсюдилося на значній території заходу Південної Америки (від сучасного Еквадору до Чилі). На півночі імперії (колишня держава Кіту) керо перетворилася на широку чару.

## Опис
Керо — це кубки прямокутної або конічної форми зі стінками, що плавно розходяться. Дно мало різний розмір — велике або доволі маленьке. Спочатку виготовлялися лише з дерева, рідше глини. Вони були невисокі, в середині оброблялися смолою та кіновар'ю. В дерев'яних керо часто вирізали обличчя богів. Інки започаткували керо зі срібла та золота, які використовували Сапа Інка та його найближчі родичі, також вища аристократія держави. Відбувається стандартизація керо, з'являються кубки з ручками у вигляді тварин, перш за все ягуара чи пуми. Керо для жінок та чоловіків мали відмінності. В часи розквіту Тауантінсую стали використовувати здвоєні керо.

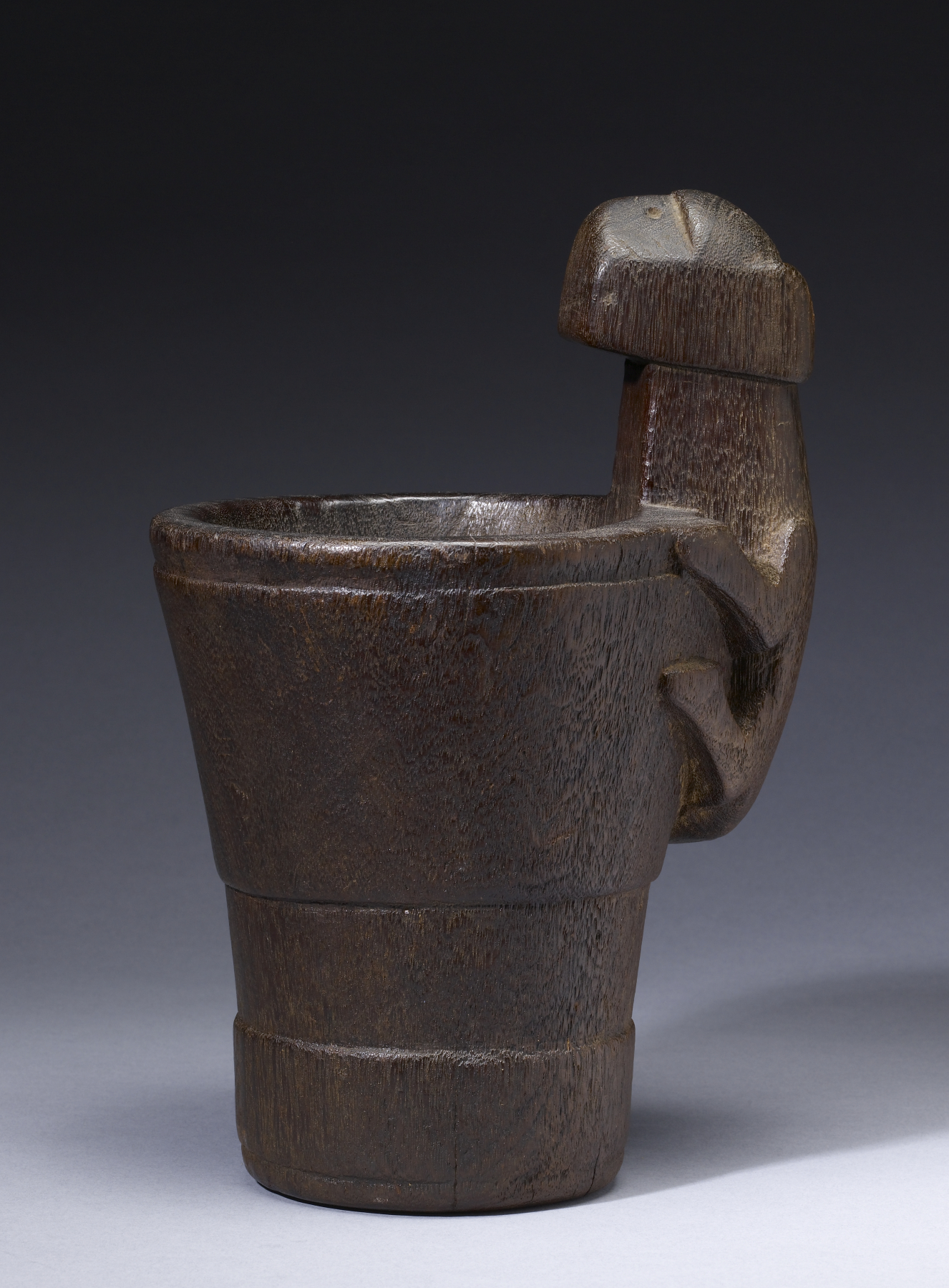
Керо з річкою у вигляді ягуара

Ці кубки були розфарбованими та однотонні, зазвичай чорного кольору. Розмальовувалися геометричними фігурами різного кольору, зазвичай наносилися зірки, трикутники й квадрати. Фігури розміщувалися у шаховому порядку. Згодом малюнки стали зображувати міфічні або історичні сюжети, сцени з полювання та рибальства. Оформлені у світлих, поліхромних тонах із застосуванням білих, чорних, червоних, помаранчевих кольорів.
Керо з розфарбованого дерева мають винятковий науковий і піктографічний інтерес. Низка вчених вказує на великом значені розпису керо, зазначаючи, що це — єдині пам'ятники прикладного мистецтва інків, цінність яких визначається тим, що вони зберігають традиції минулого, майстерно викарбувані у зображених на них фігурах. Вважається, що на керо у вигляді малюнків зберігалася таємна історія інків. Такі розписи є частиною класичного інкського живопису. На це вказує зберігання керо у храмах Сонця, крім того, члени громади дбайливо зберігали керо у своїх будинках.
Керо був ритуальним кубком у різних церемоніях, зокрема сходження на трон Сапа Інки, святах Сонця та інших богів, сільськогосподарських святах. В керо наливалися хмільний напій чичу на кшталт пива з кукурудзи.